# Maometto

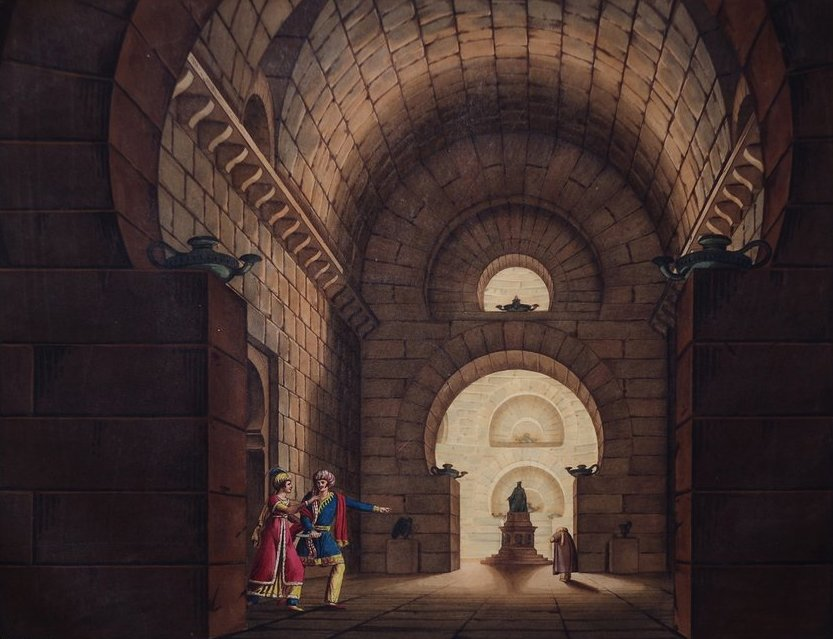
Maometto

Maometto är en opera (tragisk melodram) i två akter med musik av Peter von Winter. Libretto av Felice Romani.

## Historia
Operan skrevs för karnevalen i Milano 1817 och blev snabbt omtyckt av publiken eftersom Winter kombinerar Mozart och Beethovens tekniska kunnande och orkesterns timbre med Rossinis melodier. En av melodierna som även Rossini och samtiden uppskattade var terzetten i andra akten mellan Zopiro, Palmira och Saide Dei che piangendo imploro
Winters Maometto brukar ofta förväxlas med Rossinis Maometto secondo, som han dock skrev fyra år senare och till en helt annan text som utspelar sig i en annan tid.
Den uruppfördes på La Scala i Milano den 28 januari 1817. 

## Personer
- Maometto (tenor)
- Zopiro, polischef i Mekka (bas)
- Omar, maomettor, löjtnant (baryton)
- Fanor, Mekkas senator (tenor)
- Seide, Maomettos slav (mezzosopran)
- Palmira, Maomettos slav (Sopran)

Muslimer, soldater, folk, kaptener.

## Handling
Operan utspelar sig i Mekka omkring år 630.